# ثارمان شانموجاراتنام
ثارمان شاناموجاراتنام (بالإنجليزية: Tharman Shanmugaratnam)‏ هو سياسي ورجل دولة وخبير إقتصادي سنغافوري وهو الرئيس المنتخب لسنغافورة بعد فوزه بإنتخابات عام 2023 التي جرت في شهر سبتمبر. ولد في 25 فبراير من عام 1957 في مستعمرة سنغافورة وقتها. تارمان هو خبير اقتصادي يهتم بشكل رئيسي بالسياسة الاقتصادية والاجتماعية. كما قاد في الوقت نفسه العديد من المجالس واللجان الدولية. ويرأس تارمان مجلس أمناء المجموعة ج، وهو المجلس العالمي للقادة الاقتصاديين والماليين من القطاعين العام والخاص والأوساط الأكاديمية. وهو يرأس أيضًا اللجنة العالمية لاقتصاديات المياه مع نجوزي أوينجو-إيفيلا، وماريانا مازوكاتو، ويوهان روكستروم. وساعدت توصياتها الأولية في تشكيل نتائج مؤتمر الأمم المتحدة للمياه في مارس/آذار 2023. كما شارك تيرمان في رئاسة اللجنة المستقلة رفيعة المستوى لمجموعة العشرين المعنية بالتمويل العالمي للتأهب والاستجابة للأوبئة منذ عام 2021. وفي عام 2017، تم تعيين ثارمان رئيسًا لهذه اللجنة. مجموعة الشخصيات البارزة لمجموعة العشرين المعنية بالحوكمة المالية العالمية.
كان عضوًا سابقًا في حزب العمل الشعبي الحاكم (PAP)، وكان عضوًا في البرلمان (MP) يمثل جناح Taman Jurong في Jurong GRC من عام 2001 إلى عام 2023. كما شغل منصب نائب رئيس الوزراء بين عامي 2011 و2019، وزيراً للمالية. بين عامي 2007 و2015 وزيراً للتعليم بين عامي 2003 و2008.
ظهر تيرمان لأول مرة سياسيًا في الانتخابات العامة عام 2001، وأُعيد انتخابه أربع مرات في الانتخابات العامة اللاحقة في أعوام 2006 و2011 و2015 و2020. في 8 يونيو 2023، أعلن ثارمان نيته الترشح للانتخابات الرئاسية 2023. واستقالته المزمعة في 7 يوليو 2023 من جميع المناصب في الحكومة وكعضو في حزب العمل الشعبي، حيث أن الرئاسة مكتب غير حزبي.[2] في 2 سبتمبر 2023، أُعلن فوز تيرمان بعد فوزه بنسبة 70.41% من الأصوات في فوز ساحق، وتم انتخابه الرئيس التاسع لسنغافورة. وهو أول مرشح رئاسي غير صيني يفوز بانتخابات رئاسية تنافسية في سنغافورة.
الحياة المبكرة والتعليم ولد تيرمان عام 1957 في سنغافورة الاستعمارية البريطانية لعائلة من أصل التاميل ونشأ على الديانة الهندوسية. التحق ثارمان في شبابه بالمدرسة الأنجلو صينية (ACS) [5] قبل أن يتخرج من كلية لندن للاقتصاد (LSE) بدرجة بكالوريوس العلوم في الاقتصاد. (منحته كلية لندن للاقتصاد لاحقًا زمالة فخرية في عام 2011).[6]
التحق بعد ذلك بكلية ولفسون، جامعة كامبريدج، حيث أكمل درجة الماجستير في الفلسفة في الاقتصاد. ثم أصبح زميلًا في كلية هارفارد كينيدي، حيث حصل على درجة الماجستير في الإدارة العامة (MPA) وحصل على جائزة Lucius N. Littauer Fellows Award (لطلاب MPA الذين يظهرون التميز الأكاديمي والقيادة).
كان تيرمان ناشطًا طلابيًا في السبعينيات أثناء دراسته في بريطانيا.[8] كان يحمل في الأصل معتقدات اشتراكية، لكن وجهات نظره حول الاقتصاد تطورت خلال حياته المهنية.
بدأ تيرمان حياته المهنية في سلطة النقد في سنغافورة (MAS)، حيث تم تعيينه كبير الاقتصاديين.[9] انضم لاحقًا إلى الخدمة الإدارية في سنغافورة وعمل في وزارة التعليم كنائب أول للوزير لشؤون السياسات، [10] قبل أن يعود إلى MAS حيث أصبح في النهاية الرئيس التنفيذي. حصل على وسام الإدارة العامة (الذهبي) عام 1999.[11] استقال من منصب الرئيس التنفيذي لـ MAS لخوض الانتخابات العامة لعام 2001 كمرشح عن حزب العمل الشعبي.
تحرير قضية قانون الأسرار الرسمية أثناء عمله كمدير لقسم الاقتصاد في MAS في عام 1992، كان ثارمان واحدًا من خمسة أشخاص متهمين بموجب قانون الأسرار الرسمية (OSA) في قضية تتعلق بنشر توقعات نمو الناتج المحلي الإجمالي في سنغافورة. في الربع الثاني من عام 1992 ، تم اتهامه في صحيفة بيزنس تايمز. . ومن بين الآخرين المحرر باتريك دانييل من صحيفة بيزنس تايمز.[12]
قضية OSA، التي استمرت لأكثر من عام، تم تناولها على نطاق واسع في الصحافة السنغافورية. احتج ثارمان على تهمة الإعلان المفاجئ عن توقعات نمو الناتج المحلي الإجمالي وتمت تبرئته في النهاية.[15] ثم وجهت المحكمة الجزئية تهمة إهمال أقل لأن قضية المدعي العام كانت أن الأرقام ظهرت على وثيقة كانت على مكتبه مع زميل له أثناء اجتماع مع اقتصاديين من القطاع الخاص.[16] طعن ثارمان أيضًا في تهمة الإهمال الأقل خطورة وتولى منصة الشهود لعدة أيام.
لكن المحكمة أدانته وآخرين في هذه القضية.[18] تم تغريم ثارمان بمبلغ 1500 دولار سنغافوري وعلى الآخرين 2000 دولار سنغافوري. نظرًا لعدم وجود أي دليل على أنه أرسل معلومات سرية، فإن هذه القضية لم تمنع تعيينه لاحقًا كرئيس تنفيذي لـ MAS بالإضافة إلى مسؤولياته الوطنية اللاحقة.
الحياة السياسية ظهر تيرمان لأول مرة سياسيًا في الانتخابات العامة لعام 2001، حيث تنافس مع جورونج جي آر سي كجزء من فريق حزب العمل الشعبي المكون من خمسة أعضاء، وحصل على 79.75% من الأصوات. تم تعيين تيرمان لاحقًا رئيسًا لوزراء الحكومة 